# (No existen) Técnicas para olvidar
(No existen) Técnicas para olvidar es el primer álbum de estudio como solista de Pedro Suárez-Vértiz, lanzado en 1993; como lo dice en una entrevista, dicho álbum iba a ser el tercer álbum de Arena Hash pero ya se habían separado cuando llegaron de Estados Unidos a Perú, es por eso que aparece sentado solo en la portada. Después de su carrera como cantante principal en la banda peruana Arena Hash Pedro decide salir a los escenario pero ya como solista y presentando su nuevo material discográfico.

## Antecedentes y producción
Pedro esperó a que la banda (Arena Hash) se volviera a juntar para poder lanzar un nuevo material: su sueño era que la banda logre reconocimiento internacional y se mantenga vigente durante años, pero no se dio tras diferencias entre los integrantes. Por motivos de que la novia de Pedro, según dice él mismo en una entrevista a El Comercio (Perú): “Mi novia estuvo en “cinta” y no tuve más opción que salir como solista”. Más adelante, Pedro dijo en una entrevista de El Comercio que la banda (Arena Hash) "no está disuelta, solo está tomando un descanso temporal". Aunque Arena Hash no lanzó nuevas producciones, en algunas canciones como solistas participaron diferentes miembros de la banda.
El álbum fue lanzado originalmente en casete por Discos Independientes del Perú y Solver Records, después del éxito fue lanzado 3 sencillos. Después del éxito en ventas de casetes el sello Sony Music lo edita en disco compacto. Desde este álbum hasta la actualidad (como solista) su representante fue Robelo Calderón. La producción y los arreglos musicales fueron hechos por el mismo Pedro Suárez-Vértiz, la cual fue elogiada por el compositor peruano Augusto Polo Campos, el cual tiene algunas anécdotas personales con él.
En cuanto a ventas, el álbum obtuvo un Triple Disco de Platino a nivel nacional. El tema Globo de gas, según dice el DJ Chapu (entonces locutor de Doble Nueve), fue pronosticado para el sencillo # 1 en las radios de todo el país en 1994. Otras canciones exitosas fueron Me Elevé, Cuéntame y la balada No Pensé Que Era Amor.

## Lista de canciones
Todas las canciones fueron compuestas por Pedro Suárez-Vértiz.
| (No existen) Técnicas para olvidar |                                    |          |  |
| N.º                                | Título                             | Duración |  |
| 1.                                 | «Tambaleando»                      | 3:14     |  |
| 2.                                 | «Cuéntame»                         | 3:53     |  |
| 3.                                 | «Globo de gas»                     | 3:08     |  |
| 4.                                 | «No llores más»                    | 3:50     |  |
| 5.                                 | «Me voy de aquí»                   | 4:07     |  |
| 6.                                 | «Me elevé»                         | 3:37     |  |
| 7.                                 | «No existen técnicas para olvidar» | 2:49     |  |
| 8.                                 | «No pensé que era amor»            | 3:50     |  |
| 9.                                 | «Si escuchas un ángel»             | 2:59     |  |
| 10.                                | «Días de infancia»                 | 3:35     |  |
| 11.                                | «1:38 (Instrumental)»              | 1:38     |  |